# Brandenburg - Bayreuth
'Kneževina Bayreuth (nemško Fürstentum Bayreuth) ali mejna grofija Brandenburg-Bayreuth (Markgraftum Brandenburg-Bayreuth) je bilo cesarsko neposredno ozemlje Svetega rimskega cesarstva, ki mu je vladala frankovska veja dinastije Hohenzollern. Ker je bil grof Friderik I., volilni knez Brandenburški leta 1415/17 podeljen mejni grofiji Brandenburg, so hohenzollernski knezi prenesli naziv na svoje frankovske posesti, čeprav kneževina nikoli ni bila marka. Do leta 1604 so kot svojo rezidenco uporabljali grad Plassenburg v Kulmbachu, zato se je njihovo ozemlje uradno imenovalo Kneževina Kulmbach ali Mejna grofija Brandenburg-Kulmbach do razpada cesarstva leta 1806.
Njen zadnji vladar je bil od leta 1769 Karel Aleksander,  od leta 1757 bil  tudi vladar kneževine Ansbach in kneževini sta bili v personalni uniji, dokler ju leta 1791 ni prodal Prusiji.

## Geografija
Kneževina Kulmbach-Bayreuth je nastala iz severnega višavja (Oberland) nekdanje meščanske grofije Nürnberg, medtem ko so južna nižavja (Unterland) tvorila Kneževino Ansbach. Končna razmejitev meje je bila določena z Hišno pogodbo iz Regensburga iz leta 1541, s katero so Bayreuthu dodala nekaj manjših ozemelj Unterland. Vendar ni bilo povezano z osrednjim ozemljem Oberland, ki se je raztezalo do Frankovskega gozda in Fichtelgebirge. Hribovito in gosto gozdnato območje je bilo večinoma manj kmetijsko uporabno, kljub temu pa so mineralni viri, predvsem nahajališča železove rude, privedli do izgradnje številnih rudnikov.
Poleg prebivališča Bayreuth sta bili ločeni ozemlji »Oberland« in »Unterland« upravljani iz Hofa oziroma Neustadt an der Aisch.

## Zgodovina
Kneževina je nastala po smrti hohenzollernskega meščana Friderika V. Nürnberškega 21. januarja 1398, ko so bila njegova posestva razdeljena med njegova dva sinova: starejši, Janez III., meščanski nürnberški, je prejel Kulmbach-Bayreuth, mlajši Friderik I., volilni knez Brandenburški, pa je prejel kneževino Ansbach.
Kneževini sta bili po Janezovi smrti 11. junija 1420 ponovno združeni pod mlajšim sinom Friderikom. Na koncilu v Konstanci leta 1415 je cesar Sigismund Luksemburški Frideriku podelil dedni naziv volilni knez Brandenburškega (kot Friderik I.). Friderik je končno prodal svoj meščanski naziv meščanom svobodnega cesarskega mesta Nürnberg. Po njegovi smrti leta 1440 so bila njegova ozemlja ponovno razdeljena med sinova: najstarejši, Janez, mejni grof Brandenburg-Kulmbach, se je odpovedal svoji pravici do prvorojenstva in nasledil očeta v Kulmbach-Bayreuthu, medtem ko je drugi, Friderik II., volilni knez Brandenburga, prejel brandenburško volilno oblast. Ansbach je prešel na tretjega sina Albrecht III. Ahil, volilni knez Brandenburga.
Ker Janez Alkimist ni imel moških dedičev, se je leta 1457 odpovedal svojim pravicam, nakar je Kulmbach-Bayreuth pripadel njegovemu bratu Albertu Ahilu. Ko je najstarejši brat, brandenburški volilni knez Friderik Železnozobi, leta 1470 abdiciral, je Albert združil vsa ozemlja Hohenzollernov pod svojo oblastjo. Po Albertovi smrti leta 1486 so bile frankovske kneževine dokončno razdeljene v skladu z njegovim Dispositio Achillea dogovorom in so prešle na mlajše sinove njegovega drugega zakona z Ano Saško, volilno kneginjo Brandenburško, Siegmundom, mejnim grofom Bayreutha in njegovim bratom Friderikom I., mejnim grofom Brandenburg-Ansbach.

### Starejša linija
Medtem ko je brandenburško volilno ozemlje postalo močna baza vzhajajoče dinastije Hohenzollern, je bila kneževina Kulmbach-Bayreuth v lasti Friderikovih potomcev začasno v personalni uniji z Ansbachom. Vladarji so bili splošno znani kot mejni grofje Brandenburga-Bayreutha (čeprav Bayreuth ni nikjer blizu Brandenburga). Kulmbach-Bayreuth je leta 1500 postal del "frankovskega kroga".
Potem ko je leta 1541 ambiciozni Albert Alkibiades, mejni grof Brandenburg-Kulmbach prevzel oblast nad Kulmbach-Bayreuthom, je vdrl na bojišča šmalkaldijske vojne in večkrat prestopil na stran med cesarjem Karelom V. in luteranskimi knezi šmalkaldijske lige. Leta 1552 je sprožil drugo mejnogrofovsko vojno proti Nürnbergu in sosednjima knezoškofiji Würzburg in knezoškofiji Bamberg. Njegovi vznemirljivi načrti za ponovno vzpostavitev srednjeveške vojvodine Frankonije pod njegovo oblastjo so se končali z njegovim popolnim porazom in cesarsko prepovedjo leta 1554.
Alberta je leta 1557 nasledil njegov bratranec Jurij Friderik, mejni grof Brandenburg-Ansbach, ki je od leta 1577 vladal v vojvodini Prusija kot regent za svojega nesposobnega sorodnika Hohenzollerna, vojvodo Alberta Friderika, vojvoda Prusije. Z Jurijevo smrtjo leta 1603 je starejša bayreuthska linija izumrla. Svojemu nasledniku Kristjanu, mejnemu grofu Brandenburg-Bayreutha|Kristjanu, mlajšemu sinu brandenburškega Janeza Jurija, volilnega kneza Brandenburga, je zapustil urejeno in delujočo državo.

### Mlajša linija
Mejni grof Kristijan se je naselil v Bayreuthu; Leta 1655 ga je nasledil njegov vnuk Christian Ernst, mejni grof Brandenburg-Bayreuth, ki si je v vojaškem činu feldmaršala pridobil moč in vpliv na cesarsko politiko. Leta 1705 je njegov sin, princ Jurij Viljem, mejni grof Brandenburg-Bayreuth, ustanovil Ordre de la Sincerité, predhodnika pruskega Reda rdečega orla. Friderik, mejni grof Brandenburg-Bayreutha|, ki je vladal od leta 1735, in njegova žena Vilhelmina Pruska, mejna grofica Brandenburg-Bayreutha, oba mecena umetnosti in znanosti, sta bayreuthsko rezidenco v veliki meri obnovila v značilnem baročnem slogu (Markgrafenstil), vključno z gradnjo opere, ki je bila končana leta 1748. Leta 1742 je bila ustanovljena univerza, ki se je naslednje leto preselila na Erlangen. 
Mlajša linija brandenburško-bayreuthskih mejnih grofov je izumrla leta 1769 s smrtjo Friderika Kristijana, mejnega grofa Brandenburga-Bayreutha], nakar sta Bayreuthu in Ansbachu ponovno vladala v osebni uniji mejni grof Karel Aleksander, mejni grof Brandenburga-Ansbacha. 2. decembra 1791 je Karel Aleksander podpisal pogodbo s kraljem Friderikom Viljemom II. Pruskim, s katero je svoje kneževine odstopil pruski državi proti dosmrtni renti. Poročil se je z Elizabeto Craven in se umaknil v zasebno življenje v Angliji, medtem ko je Bayreuth in Ansbach upravljal pruski minister Karl August von Hardenberg.
Potem ko so ga med vojno četrte koalicije okupirale francoske čete Prusije, je morala Prusija v skladu s Tilsitsko pogodbo iz leta 1807 odstopiti Bayreuth. Na Erfurtskem kongresu leta 1808 ga je francoski cesar Napoleon ponudil v prodajo novo ustanovljenemu Bavarskemu kraljestvu; lastnika je zamenjal leta 1810 proti plačilu 15 milijonov frankov.

## Razporejene enote v ameriški revoluciji
Bayreuth je skupaj z Ansbachom britanski kroni med ameriško vojno za neodvisnost najel plačance za potrebe zadušitve upora. Kontingent Ansbach-Bayreuth v ameriški revolucionarni vojni je vseboval naslednje enote:
- Ansbach-Bayreuth pehotni polk Ansbach iz leta 1713/1|Ansbachski pehotni polk (poveljnik polka: 1777 Friedrich Ludwig Albrecht von Eyb – 1778 Friedrich August Valentin Voit von Salzburg)
- Ansbach-Bayreuth pehotni polk Bayreuth iz leta 1713/2|Bayreuthski pehotni polk (poveljnik polka: 1778 Johann Heinrich Christian Franz von Seyboth)
- Ansbach-Bayreuth Jäger Company Anspach iz leta 1782|Jäger Company Anspach iz leta 1782
- Topniška četa Ansbach

## Knezi in mejni grofje Bayreuth
- 1398: Janez III., mejni grof Nürnberški
- 1420: Friderik I., mejni grof Brandenburga
- 1440: Janez, mejni grof Brandenburg-Kulmbach Alkimist
- 1457: Albert III., mejni grof Brandenburga Ahil (tudi mejni grof Brandenburga od leta 1470)
- 1486: Siegmund, mejni grof Bayreutha
- 1495: Friderik I., mejni grof Brandenburg-Ansbach (tudi mejni grof Ansbach kot Friderik I.)
- 1515: Kazimir, mejni grof Brandenburg-Bayreuth
- 1527: Albert Alcibiades, mejni grof Brandenburg-Kulmbach
- 1553: George Friderick, mejni grof Brandenburg-Ansbach (tudi mejni grof Ansbacha)
- 1603: Christian, mejni grof Brandenburg-Bayreuth
- 1655: Christian Ernst, mejni grof Brandenburg-Bayreuth
- 1712: George William, mejni grof Brandenburg-Bayreuth
- 1726: George Frederick Charles, mejni grof Brandenburg-Bayreuth (prej mejni grof Kulmbacha od leta 1708)
- 1735: Friderik, mejni grof Brandenburga-Bayreutha
- 1763: Friderik Kristijan, mejni grof Brandenburga-Bayreutha
- 1769: Karel Aleksander, mejni grof Brandenburga-Ansbacha(do 1791; tudi mejni grof Ansbacha)